# Joan Basset
Joan Basset (* 14. Jahrhundert; † 15. Jahrhundert) war ein katalanischer Dichter und Troubadour.

## Leben und Werk
Wahrscheinlich gehörte Joan Basset einem Mendikantenorden an. Etwa zwanzig Kompositionen des Troubadours sind auf uns überkommen. Seine Gedichte sind im Cançoner Vega-Aguiló (um 1420) erhalten. Er war in den frühen Jahren (1416–21) der Regierungszeit von Alfonso V. aktiv.
Joan Basset war ein kompetenter und origineller Dichter. Seine Poesie ist vielfältig in Form und Stil. Seine Themen sind sowohl religiös als auch amourös geprägt. Seine religiösen Gedichte und Lobpreisungen an die Jungfrau Maria – Dansa de Nostra Dona, Dansa e llaor de Nostra Dona usw. – halten sich wie die Liebesgedichte an die Formeln der höfischen Liebe. Sie bilden damit einen hochwertigen Teil seines Werkes.
Darüber hinaus schrieb Joan Basset drei einzigartige Stücke. Das Stück mit dem Titel Vers lauda und ein weiteres mit dem Titel Vers clus. Es sind Kompositionen, die sich mit der Kirchenspaltung im Abendland kritisch auseinandersetzen. Bassets Lletovari (electuarium) ist ein Handbuch zur Heilung von Liebeskranken, das Guerau de Massanet gewidmet ist. Es hat viel mit der Consolació von Luys Ycart und der Medicina von Bernat Metge gemeinsam.
Bassets Liebeslyrik steht in der Tradition der höfischen Liebe und der Troubadoure. Dies wird offensichtlich, wenn er sich selbst als „Gefangenen“ seiner Frau bezeichnet und wenn er feudale und militärische Terminologie verwendet, um ihre Beziehung zu beschreiben. Joan Basset wurde auf Dichterwettbewerben mehrfach ausgezeichnet.